# James S. Gilmore III
Pour les articles homonymes, voir Gilmore.
James S. Gilmore III, dit Jim Gilmore, né à Richmond en Virginie le 6 octobre 1949, est un homme politique américain, membre du Parti républicain, gouverneur de l'État de Virginie de 1998 à 2002.
Brièvement candidat à la candidature républicaine pour l'élection présidentielle de 2008, il est candidat à la succession du sénateur John Warner en 2008. Il est candidat aux élections primaires en vue de l'élection présidentielle de 2016.

## Parcours
Jim Gilmore a grandi à Richmond sa ville natale. Après des études secondaires au lycée John Randoph Tucker, il poursuit des études supérieures à l'université de Virginie, jusqu'en 1971. 
Après une interruption de 3 ans, en tant qu'agent pour l'US Army, en Allemagne, il intègre l'école de droit de l'université de Virginie où il obtient son diplôme en 1977.

## Carrière
- 1977-1987 : Avocat dans le privé
- 1987-1991 : Avocat général pour le comté d'Henrico, en Virginie
- 1993 : Avocat général de Virginie
- 1998-2002 : Gouverneur de l'État de Virginie (élu avec 56 % des voix).
- 2001-2002 : Président du  comité national républicain
- 2008 : Candidat pour le poste de sénateur de Virginie au Congrès des États-Unis, il est sévèrement battu par Mark Warner, n'obtenant que 34 % des voix.